# Дедпул і Росомаха
«Дедпул і Росомаха» (англ. Deadpool & Wolverine) — американський супергеройський фільм, заснований на коміксах Marvel про Дедпула та Росомаху, виробництва Marvel Studios, Maximum Effort та 21 Laps Entertainment, дистриб'ютором якого виступає Walt Disney Studios Motion Pictures. Є сиквелом картини «Дедпул 2» і 34-ю стрічкою в рамках Кіновсесвіту Marvel.

## Синопсис
У 2018 році Вейд Вілсон використовує пристрій Кейбла для подорожей в часі, щоб переміститися зі своєї часової лінії, Землі-10005, на Землю-616, «Священну часову шкалу», де він просить Геппі Гоґана дозволити йому приєднатися до команди «Месників», але отримує відмову.
Шість років потому Вілсон перестав бути найманцем у масці, відомим як Дедпул, і почав працювати продавцем уживаних автомобілів після розлуки зі своєю дівчиною Ванессою Карлайл. Під час вечірки з нагоди його дня народження Управління Часовими Змінами (УЧЗ) захоплює Вілсона та доправляє його до містера Парадокса, який пропонує йому працювати на УЧЗ на Землі-616. Однак Парадокс також показує, що рідна часова лінія Вілсона неминуче загине в результаті смерті Джеймса «Логана» Гоулетта (Росомахи), який був її «анкерною істотою». Парадокс представляє Вілсону «Часовбивцю» — пристрій для знищення часових ліній, і пояснює, що з його допомогою планує миттєво знищувати приречені всесвіти. Після того, як Парадокс каже, що першим знищить всесвіт Вілсона, той краде його темпад і повертається у свій всесвіт. Вілсон вважає, що Логан завдяки своїй здатності до регенерації оживе, якщо викопати його з могили, і світ буде врятований. Але в могилі він знаходить лише адамантієвий скелет. До того місця вбиває безліч агентів УЧЗ, яких Вілсон убиває, використовуючи скелет Росомахи, після чого подорожує мультивсесвітом, намагаючись знайти варіант Логана, яким можна замінити померлого героя.
Після знайомства з різними варіантами Логана, які одразу атакують його, або не підходять, Вілсон забирає одного з них і приводить до УЧЗ, де дізнається, що цей Логан підвів увесь свій світ, після чого Парадокс відправляє їх обох у Пустку. Потрапивши туди, Вілсон і Логан б'ються і в бою Вілсон обіцяє Росомасі, що УЧЗ виправлять минуле його всесвіту. Раптово їх зупиняє Джонні Шторм з Фантастичної Четвірки, після чого прибувають мутанти Кассандри Нови (яку Логан пізніше впізнає як сестру-близнючку Чарльза Ксав'єра, лідера Людей Ікс), і забирають їх із собою. Після прибуття героїв до бази, яка є скелетом збільшеного Людини-мурахи, Нова демонструє свою здатність маніпулювати свідомістю. Вона заявляє, що УЧЗ перемістили її в Пустку в дитинстві й що тут жити набагато краще, ніж у звичайних всесвітах. Потім Вілсон розповідає Нові як її облаяв Джонні Шторм, за що вона здирає з Джонні шкіру та намагається навіяти Вілсону почуття непотрібності, однак з'являється істота Аліот, яка знищує все, що потрапляє до Пустки. Спалахує бійка, Вілсон і Логан тікають на реактивній нозі робота Вартового.
Після втечі, пару зустрічають два варіанти Дедпула, манірний Лапуля і собака Мері Гавкінс, або Цуцапул. Лапуля пояснює, що на кордоні Пустки є опір. Він дає героям своє авто (Вілсон зауважує, що воно вкрай погане) і в дорозі Логан гамселить Вілсона за те, що той видав бажане за дійсне, що його світ врятують. Прибувши до прикордонних земель, Вілсон і Логан знайомляться з членами опору Електрою Начіос, Еріком Бруксом / Блейдом, Ремі Лебо / Гамбітом, і Ікс-23, яких Вілсон називає «Іншими». Вілсон вмовляє їх об'єднатися, щоб битися з Новою, але Логан відмовляється співпрацювати. Потім Логан розповідає Ікс-23, що жовтий костюм слугує нагадуванням його провини за загибель його Людей-Ікс. Ікс-23 переконує його приєднатися.
Вілсон, Логан та Інші вирушають до бази Нови. Починається битва з мутантами Нови, в якій команда розділяється: Логан і Вілсон вирушають до Нови, а інші мутанти починають бій. Кассандра приголомшує Вілсона і намагається переманити Логана на свій бік. Логан зізнається, що коли знайшов Людей Ікс мертвими, то впав у нестямну лють і повбивав усіх, хто був до цього причетний, але також постраждали невинні люди. У результаті битви Ікс-23 вбиває Джаггернаута, і за допомогою його шолома Вілсон блокує здібності Нови. Раптово з'являється Піро і видає себе як подвійного агента Парадокса, та стріляє в Нову. Логан вмовляє Вілсона зняти з Нови шолом, щоб дозволити їй вилікуватися, а натомість вона використовує подвійну каблучку варіанту Доктора Стренджа з Каменями Нескінченності і відкриває магічний портал у часову лінію Вейда.
Після прибуття на Землю-10005 Вілсон і Логан виявляють, що Парадокс майже запустив «Часовбивцю». Нова швидко дізнається про це від Піро, вбиває його, після чого прибуває через інший портал і примушує Парадокса привести її до «Часовбивці» з метою знищити всі світи, крім Пустки. Раптово з'являється Корпус Дедпулів, армія варіантів Дедпула, і намагається вбити пару. Вейд і Логан вбивають увесь корпус, проте вони всі зцілюються, крім Лапулі. З'являється Пітер у костюмі Дедпула і всі версії Дедпула починають його обожнювати, даючи Вейду і Логану можливість піти. Нова бере під контроль «Різник Часу» й починає поглинати накопичену в ньому енергію. Парадокс каже Вілсону і Логану, що зупинити Нову можна, з'єднавши потоки матерії та антиматерії «Часовбивці». Однак той, хто це зробить, буде знищений. Логан переконує Вілсона, що піде на це самовбивче завдання, проте Вілсон останньої миті вирушає замість нього. Бачачи, що Вілсон не впорається сам, Логан поспішає до нього і вдвох вони використовують свої тіла як провідники. Нова, як і «Часовбивця» розпадаються.
На Землю-10005 прибуває теперішня керівниця УЧЗ В-15. Парадокс виправдовується перед нею, виголошуючи піднесену промову про самопожертву Вілсона та Логана. Але обоє вижили і з'являються перед В-15. Парадокс зізнається в своїх справжніх намірах і його заарештовує УЧЗ. В-15 демонструє, що дії Логана і Вейда не тільки врятували поточний всесвіт від знищення, а й зберегли їхні рідні всесвіти. Вона відмовляється змінювати минуле всесвіту Логана, проте дозволяє йому залишитися на Землі-10005.
«Інших» повертають у їхні часові лінії на прохання Вілсона, а Логан вирішує піти у відставку і жити мирним життям. Перед його від'їздом Вілсон знайомить Логана зі своїми друзями, і влаштовує вечірку, на якій також присутня Ікс-23. Натхнений Логаном, Вілсон примиряється з Ванессою.
Під час титрів демонструються кадри зі зйомок фільмів «Шибайголова», «Блейд» і фільмів кіновсесвіту Людей-Ікс. У сцені після титрів Дедпул показує, що Джонні Шторм за кадром справді ображав Кассандру Нову тими словами, які потім переказав Дедпул, чим доводить глядачам свою непричетність до смерті героя.

## У ролях
| Актор               | Роль | Актор українського дубляжу |
| ------------------- | --- | -------------------------- |
| Раян Рейнольдс      | Вейд Вілсон / Дедпул балакучий найманець                                                                                  | Дмитро Гаврилов            |
| Г'ю Джекман         | Джеймс Гоулетт / Росомаха варіант Логана, який загинув, рятуючи Лору                                                      | Андрій Твердак             |
| Емма Коррін         | Кассандра Нова сестра Чарльза Ксав'єра, мутант Омега-рівня, що володіє тактильною телепатією, телекінезом та регенерацією | Дарина Муращенко           |
| Меттью Макфедьєн    | агент УЧЗ Парадокс | Андрій Мостренко           |
| Дафні Кін           | Х23 | Галина Дубок               |
| Морена Баккарін     | Ванесса Карлайл екс-кохана Вейда                                                                                          | Наталія Романько-Кисельова |
| Каран Соні          | таксист Допіндер | Павло Скороходько          |
| Леслі Аггамс        | Сліпа Ел сусідка Вейда | Ольга Радчук               |
| Бріанна Гільдебранд | Надзвукова Боєголовка давня знайома Вейда                                                                                 | Антоніна Хижняк            |
| Ченнінг Татум       | Гамбіт | Роман Чорний               |
| Аарон Стенфорд      | Джон Аллердайс / Піро мутант, що керує полум'ям, посіпака Кассандри Нови                                                  | Денис Жупник               |
| Дженніфер Гарнер    | Електра | Ірина Ткаленко             |
| Веслі Снайпс        | Блейд мисливець на вампірів з однойменної серії фільмів                                                                   | Володимир Кокотунов        |
| Пеггі               | Мері Гавкінс / Цуцапул |                            |

Також повернулися до своїх ролей з попередніх фільмів про Дедпула Бріанна Гільдебранд у ролі Надзвукової боєголовки, учасниці Людей Ікс, що володіє мутантною здатністю випускати атомні вибухи зі свого тіла; Шіорі Куцуна — Юкіо, дівчини Надзвукової боєголовки й колегги по Людях Ікс; Рендал Рідер — Бак; і Льюїс Тан — Шаттерстара, учасника загону Сила-Ікс.
Деякі актори також повторили свої ролі з інших фільмів 20th Century Fox Marvel, включаючи Аарона Стенфорда в ролі Джона Аллердайса / Піро, мутанта, здатного маніпулювати вогнем, з серії фільмів «Люди Ікс»; Серед інших персонажів, які з'являються у фільмі, — Цуцапул, собачий варіант Вілсона, якого грає собачий актор Пеґґі, та мутанти Шаблезубий і Жаба.

### Український дубляж
Режисерка дубляжу — Катерина Брайковська,
Переклад — Олег Колесніков.
- Дедпул — Дмитро Гаврилов,
- Росомаха — Андрій Твердак,
- Кассандра Нова — Дарина Муращенко,
- Містер Парадокс — Андрій Мостренко,
- Х-23 — Галина Дубок,
- Геппі Гоган — Євген Пашин,
- Ванесса — Наталія Романько-Кисельова,
- Пітер — Дмитро Вікулов,
- Сліпа Ел — Ольга Радчук,
- Електра — Ірина Ткаленко,
- Блейд — Володимир Кокотунов,
- Гамбіт — Роман Чорний,
- Джонні Шторм — Іван Розін,
- Супермаха — Євген Лісничий,
- Б-15 — Катерина Качан,
- Піро — Денис Жупник,
- Надзвукова Боєголовка — Антоніна Хижняк,
- Допіндер — Павло Скороходько.

А також: Єлизавета Мастаєва, Олександр Погребняк, Євген Сінчуков, Юлія Перенчук, Дмитро Лінартович, Вʼячеслав Дудко, Роман Солошенко, Сергій Солопай, Юрій Кухаренко, Роман Молодій, Вікторія Тишкевич, Аліна Проценко та Анастасія Павленко.

## Виробництво
Третя частина кіноциклу про Дедпула планувалася вже у листопаді 2016 року, коли почалася розробка фільму «Дедпул 2». Однак після того, як Disney купила Fox у 2019 році, всі плани були скасовані. Пізніше генеральний директор Disney Боб Айґер заявив, що Дедпул буде інтегрований з кінематографічним всесвітом Marvel і що компанія буде знімати фільми з рейтингом R.
У грудні 2019 року Рейнольдс підтвердив, що третій фільм про Дедпула знаходиться в розробці у Marvel Studios. 20 листопада 2020 року було оголошено, що сценарій напишуть Венді та Ліззі Моліньє, які працювали над мультсеріалом «Бургери Боба». У січні 2021 року з'явилася офіційна інформація, що картина збереже «дорослий» рейтинг R і що зйомки почнуться не раніше 2022 року через щільний графік Раяна Рейнольдса.
У березні 2022 року стало відомо, що режисером фільму буде Шон Леві.
27 вересня 2022 року у твіттері Рейнольдс повідомив, що Г'ю Джекман повернеться в ролі Росомахи, а також, що сиквел вийде 6 вересня 2024 року. Також стало відомо, що офіційна назва фільму буде «Дедпул 3».

## Зйомки
Основні зйомки розпочалися 22 травня 2023 року в Лондоні, та на студії «Пайнвуд» у Бакінгемширі, Англія, під робочою назвою «Приливна хвиля», оператором виступив Джордж Річмонд. Зйомки також відбуватимуться у Ванкувері.
Раніше очікувалося, що вони розпочнуться в січні 2023 року, а потім приблизно у квітні 2023 року. [Очікувалося, що на зйомки не вплине страйк Гільдії письменників Америки 2023 року, який розпочався на початку травня 2023 року, окрім того, що Рейнольдс не зміг долучитися до сценарію під час зйомок, як він це робив під час попередніх двох фільмів, відповідно до правил страйку.] Повідомлялося, що студія Marvel планувала зняти все, що можна, під час основних зйомок і внести будь-які необхідні корективи в сценарій під час вже запланованих перезйомок фільму. Леві співпрацював зі студією Marvel та творцями серіалу «Дивні дива» від Netflix (де Леві є виконавчим продюсером), щоб дозволити йому зняти хоча б один епізод фінального сезону цього серіалу, оскільки він знав, що запланований графік зйомок «Дедпула 3» накладеться на виробництво «Дивні дива» до того, як останній буде затримано через страйк сценаристів.

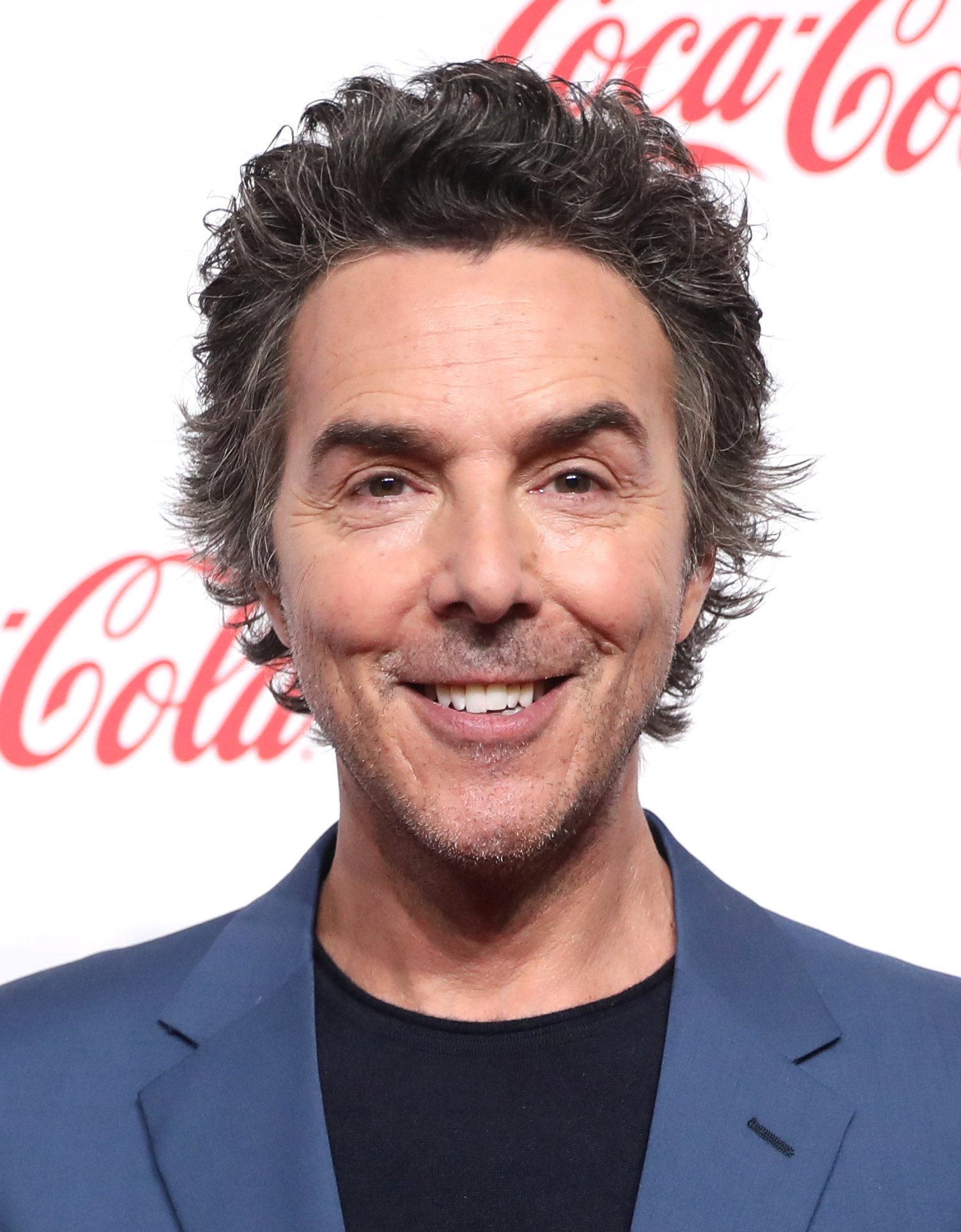
Режисер Шон Леві на CinemaCon у квітні 2024 року, де він рекламував фільм

У червні реліз фільму було перенесено на 3 травня 2024 року.

## Музика
Роб Сімонсен був найнятий для написання музики до фільму, після попередньої роботи з Леві над «Проектом Адам» та четвертим сезоном «Дуже дивних справ», до середини липня 2023 року.

## Реліз
Світова прем'єра «Дедпула та Росомахи» відбулася у Нью-Йорку. Фільм випустили у Великій Британії 25 липня 2024 року, а потім у США та інших країнах світу у форматах IMAX, RealD 3D, Dolby Cinema, 4DX, Cinemark XD та інших преміальних великих форматах (PLM). В Україні реліз фільму відбувся 25 липня 2024. Фантастичний бойовик та комедія «Дедпул і Росомаха» став 34-м фільмом у кіновсесвіті MARVEL та вийшов на екрани у межах п'ятої фази кіновсесвіту. Асоціація кінематографістів присвоїла фільму рейтинг R, що робить його першим фільмом в MCU, який отримав такий рейтинг.

## Оцінки й відгуки
На агрегаторі Rotten Tomatoes 78 % критиків дали фільму позитивну рецензію та середню оцінку 7/10. Консенсус критиків вебсайту говорить: «Раян Рейнольдс відчуває себе вдома в КВМ з їдкою дотепністю, а Г'ю Джекман забезпечує адамантієвий хребет у „Дедпулі та Росомасі“, нешанобливій метушні з дивовижною м'якістю для минулої ери фільмів про супергероїв». Середня оцінка на Metacritic складає 56 зі 100, вказуючи на «змішані або посередні» рецензії. Глядачі, опитані CinemaScore, поставили фільму середню оцінку «A» за шкалою від A+ до F, тоді як авдиторія PostTrak дала йому 96 % позитивних оцінок, причому 85 % сказали, що вони однозначно рекомендують фільм.
Том Йоргенсен на IGN зробив висновок, що це епатажна, лайлива комедія, що висміює недоліки кіновсесвіту Marvel, але все ж шанобливо ставиться до його основ. Хоча Дедпул регулярно жартує про надмірно велику експозицію, сюжет незграбний, як і в фільмах, які тут пародіюються. Проте Росомаха цього фільму має весь неохочий героїзм і ненависть до себе, яких слід очікувати від Лоґана.
Браян Лоурі писав на CNN, що як і його попередники, «Дедпул і Росомаха» гучний, гордо вульгарний і неодноразово розбиває четверту стіну радісною пустотливістю, демонструючи, що Marvel Studios має силу сміятися над собою. Існування такого фільму підтверджує тезу, що Marvel потребувала певного перезавантаження, бо кінематографічний всесвіт Marvel ризикує стати надто насиченим.
Згідно з рецензією Дениса Федорука на ITC.ua, фільм першочергово створений для фанатів КВМ і «пересічному глядачу немає місця на цій тематичній вечірці». Це черговий легковажний кіноатракціон, який не просуває загальний сюжет кіновсесвіту. Але як весела небилиця, він розважає.

## Касові збори
Станом на початок жовтня 2024 року «Дедпул і Росомаха» заробив $632,7 млн у Сполучених Штатах і Канаді та $694,7 млн на інших територіях, що складає у всьому світі $1,327 млрд. Фільм заробив $84 млн від глобальних показів у форматі IMAX, що зробило його п'ятим найкасовішим фільмом Marvel у цьому форматі.